# إريس (مغنية)
إريس هي مغنية بلجيكية، ولدت في 19 يناير 1995 في Herentals ‏ في بلجيكا.

## وصلات خارجية
- إريس على موقع IMDb (الإنجليزية)
- إريس على موقع ميوزك برينز (الإنجليزية)
- إريس على موقع ميوزك برينز (الإنجليزية)
- إريس على موقع ديسكوغز (الإنجليزية)